# ОШ „Бора Лазић” Влашка
ОШ „Бора Лазић” Влашка, насељеном месту на територији градске општине Младеновац, основана је 1851. године. Школа од 1955. године носи име Боре Лазића Варнаве, учесника Народноослободилачке борбе, родом из Влашке.
Од школске 1951/1952. године уписана је прва генерација ученика у пети разред, а школске 1954/1955. постала је осмогодишња школа. Од 12. октобра 1963. године са радом почело у новој школској згради у којој се настава одвија и данас. Школа има два издвојена одељења, у Америћу и Сенаји. 
Од школске 1989/1990. године школа је припојена ОШ „Момчило Живојиновић”, а од школске 1994/1995. године, поново почиње са самосталним радом. 